# آساکو تاجیمی
آساکو تاجیمی (انگلیسی: Asako Tajimi؛ زادهٔ ۲۶ ژوئن ۱۹۷۲) بازیکن والیبال زن اهل ژاپن بود.